# Cluetrain manifesto
Cluetrain manifesto (The Cluetrain Manifesto) è un insieme di 95 tesi organizzato e presentato come un manifesto, o invito all'azione, per tutte le imprese che operano all'interno di ciò che si propone di essere un nuovo mercato interconnesso. 
Le idee sono presentate con l'obiettivo esplicito di esaminare l'impatto di Internet sia sui mercati (i consumatori) sia sulle organizzazioni. Inoltre, mentre i consumatori e le organizzazioni sono in grado di utilizzare Internet e Intranet per stabilire un livello di comunicazione precedentemente non disponibile tra questi due gruppi ed all'interno di essi, il manifesto suggerisce i cambiamenti che saranno richiesti da parte delle organizzazioni per rispondere all'ambiente del nuovo mercato.
Il manifesto è stato scritto nel 1999 da Rick Levine, Christopher Locke, Doc Searls e David Weinberger. Un libro stampato basato sul manifesto è stato pubblicato nel 2000 da Perseus Books (ISBN 0-7382-0431-5) sotto lo stesso nome.
Gli autori affermano che Internet è diversa dai media tradizionali utilizzati per il marketing di massa in quanto consente alle persone di avere delle conversazioni di tipo "uomo a uomo", e potenzialmente queste possono trasformare in modo radicale le pratiche commerciali tradizionali.
Il libro e il sito web dedicati al Manifesto mettono in dubbio ciò che il manifesto definisce "fuori moda", il pensiero del ventesimo secolo circa il business, alla luce della nascita del Web, ed elenca in modo chiaro "95 tesi", analogamente al manifesto di Martin Lutero che ha segnato l'inizio della Riforma protestante.
Il termine "Cluetrain" deriva da questa citazione:
"The clue train stopped there four times a day for ten years and they never took delivery". -Veterano di una società ormai in caduta libera fuori dalla Fortune 500
Nel gennaio 2015 Doc Searls e David Weinberger pubblicano una nuova edizione del Manifesto, in 121 punti, dal titolo New Clues, tradotto in italiano col titolo 'Nuove Tesi'.

## L'idea principale delle tesi 'Cluetrain'
Un singolo paragrafo riassume la posizione fondamentale assunta dagli autori:
"È cominciata a livello mondiale una conversazione vigorosa. Attraverso Internet, le persone stanno scoprendo e inventando nuovi modi di condividere le conoscenze pertinenti con incredibile rapidità. Come diretta conseguenza, i mercati stanno diventando più intelligenti e più veloci della maggior parte delle aziende".

## Le 95 Tesi
Anche se una lettura delle 95 tesi può portare a divisioni o aggregazioni diverse, è possibile fare una suddivisione arbitraria delle tesi elencate come base per la comprensione del contenuto del libro e per fornire una visione strutturale semplificata dei presupposti principali degli autori.
Tesi 1-6i mercati sono conversazioni
Storicamente, affermano gli autori, il mercato era un luogo in cui persone si riunivano e parlavano tra loro (tesi 1): potevano discutere dei prodotti disponibili, del prezzo, della reputazione e in tal modo si tenevano in contatto con gli altri (tesi 2-5).
Gli autori quindi affermano che Internet fornisce un mezzo per chiunque sia connesso a Internet per rientrare in un siffatto mercato virtuale e, ancora una volta, raggiungere un tale livello di comunicazione tra le persone. Questo, nell'era dei mass media, prima di Internet, non era possibile (tesi 6).
Tesi 7I Link Ipertestuali Sovvertono la Gerarchia
La capacità di Internet di collegare ulteriori informazioni -informazioni che potrebbero esistere al di là della gerarchia formale nella struttura organizzativa o di materiale pubblicato da tale organizzazione- agisce come un mezzo per sovvertire o aggirare le gerarchie formali.
Tesi 8-13Collegamento tra i nuovi mercati e le imprese
La stessa tecnologia che collega le persone nei mercati al di fuori delle organizzazioni, sta connettendo anche i lavoratori all'interno delle organizzazioni stesse (tesi 8). Gli autori suggeriscono che queste reti, attraverso le conversazioni in atto, creano un mercato ed un consumatore più informati (tesi 9). L'informazione disponibile sul mercato è superiore a quella a disposizione delle organizzazioni stesse (tesi 10-12).
Attraverso la tesi rimanenti, quindi, gli autori esaminano l'impatto che tali grandi cambiamenti avranno sulle organizzazioni e come, a loro volta, le organizzazioni dovranno rispondere all'evoluzione del mercato per rimanere vitali.
Tesi 14-25Le organizzazioni entrano nel mercato
Con l'emergere del mercato virtuale, gli autori indicano che le aziende avranno l'onere di partecipare alla conversazione del mercato (tesi 25) e di farlo in un modo che si collega con la 'voce' del nuovo mercato (tesi 14-16) o rischieranno di diventare insignificanti (tesi 16).
Tesi 26-40Marketing & Organizational Response
Gli autori elencano quindi una serie di tesi riguardanti l'approccio che, secondo loro, le organizzazioni dovranno adottare per poter entrare con successo nel nuovo mercato (tesi 26), poiché sostengono che chi è all'interno del nuovo mercato non risponderà più alla comunicazione sui mass-media dato che tale comunicazione non è 'autentica' (tesi 33).
Tesi 41-52Le Intranet e l'impatto sul controllo e sulla struttura organizzativa
Esplorando più a fondo l'impatto delle intranet all'interno delle organizzazioni, le tesi dalla 41 alla 52 forniscono dettagli sul sovvertimento della gerarchia inizialmente indicato come tesi 7. Quando implementate correttamente (tesi 44-46), si suggerisce che tali intranet ristabiliscono la vera comunicazione tra i dipendenti in parallelo con l'impatto di Internet sul mercato (tesi 48) e questo porterà a una 'struttura organizzativa ipertestuale' all'interno dell'organizzazione, che prenderà il posto (o sarà utilizzato in sostituzione) dell'organigramma formale (tesi 50).
Tesi 53-71Collegare il mercato Internet con le Intranet aziendali
Secondo il Manifesto, l'ideale è che il mercato in rete sia collegato alla rete intranet in modo da permettere la più completa comunicazione tra coloro che vivono nel mercato e coloro che stanno all'interno dell'azienda stessa (tesi 53). 
L'ottenimento di questo livello di comunicazione viene ostacolato dalla imposizione delle 'strutture di comando e controllo' (tesi 54-58), ma, in definitiva, le organizzazioni dovranno consentire questo livello di comunicazione per continuare ad esistere quando il nuovo mercato non risponderà più alla 'voce da mass-media' dell'organizzazione (tesi 59-71)
Tesi 72-95Aspettative del nuovo mercato
Le Tesi dalla 72 alla 95 hanno lo scopo di individuare le aspettative (tesi 76, 77, 78, 95) e i cambiamenti (tesi 72) all'interno del nuovo mercato e come tali aspettative e cambiamenti richiederanno un corrispondente cambiamento da parte delle organizzazioni (tesi 79, 84, 91, 92, 94).

## La tecnologia per facilitare la comunicazione
Gli autori indicano che Internet ha fornito nuovi mezzi di comunicazione per i mercati e le organizzazioni. Le tecnologie elencate all'interno del libro e utilizzate come esempi dello stile di comunicazione validi sono:
- E-mail
- Newsgroup
- Mailing list
- Chat
- Pagine web

Le più recenti tecnologie (come blog e wiki) potrebbero essere aggiunte alla lista. D'altronde, secondo il manifesto, è all'interno delle nuove conversazioni abilitate da Internet che il nuovo mercato si è unito in conversazione con i dipendenti in rete.

## L'impatto di Internet e le aspettative del Manifesto
Non c'è dubbio che Internet ha cambiato il modo di comunicare in tutto il mondo, se il mondo è cambiato esattamente come denuncia 'il Cluetrain Manifesto' però è un'altra cosa. Ci sono certamente nuovi modi di comunicare, in alcuni casi le imprese ne hanno beneficiato e in altri sono state ferite gravemente.
È tuttavia da dimostrare se gli esseri umani hanno guadagnato il tipo di potere attribuibile ad essi quando parlano 'uomo a uomo' attraverso Internet. Alcuni blogger hanno conquistato le luci della ribalta di volta in volta, proprio come hanno fatto i proponenti con il 'Cluetrain', e forse si può essere sulla strada giusta, ma non è esattamente ciò che hanno dichiarato nel manifesto.
Per il 'Cluetrain Manifesto' era fondamentale la premessa che Internet ha fornito un forum nuovo e unico per la comunicazione, cosa che potrebbe mutare definitivamente la natura della comunicazione d'impresa e del marketing. In sostanza, il cambiamento fondamentale per questo testo consiste nell'abbattere le barriere aziendali e dare vita ad una conversazione tra coloro che sono all'interno e chi è al di fuori di una azienda -il marketing online sarebbe più vicino al mantenimento di conversazioni con le persone piuttosto che una trasmissione di tipo broadcast di mezze verità sui prodotti e sui servizi.
Gli autori del manifesto hanno suggerito che un tale spostamento avverrebbe attraverso modifiche sostanziali e pervasive nelle modalità attuali di interazione tra azienda e consumatori. La comunicazione di business dovrebbe trasformarsi dalle dichiarazioni di mission e dai mezzi di comunicazione di marketing rivolte a segmenti di consumatori verso dialoghi e conversazioni aperte tra imprese e consumatori.
Dalla pubblicazione del testo, tuttavia, alcuni affermano che l'uso del marketing dei mass-media non si è sostanzialmente spostato all'interno delle organizzazioni dal suo ruolo di principale mezzo di comunicazione con i consumatori. La pubblicità su Internet è cresciuta negli anni successivi, ma rimane, in alcuni casi, una versione online dello stesso stile del "mass-media marketing".
Sebbene un certo numero di aziende abbia mirato ad ottenere una personalizzazione del materiale di marketing fino a rivolgersi a singoli individui, in molti casi questa rimane un dialogo unidirezionale che è l'antitesi di ciò che gli autori propongono come ideale.
Tuttavia, vi è una innegabile profonda trasformazione in atto con aziende che iniziano a tendere la mano e chiedono di partecipare alle conversazioni, guadagnandosi il diritto di parlare con i cittadini e non soltanto aspettarselo.
È improbabile che gli autori del Manifesto abbiano previsto i tempi esatti di tutti gli aspetti e la popolarità, i livelli di impegno e di accettazione della comunicazione commerciale continuerà ad essere limitata fino ad una maggiore applicazione dei principi del Manifesto.

## Accettazione
Durante il culmine del 'Cluetrain Internet buzz' ci sono stati sia dei sostenitori sia degli oppositori che hanno esposto online il loro punto di vista. In alcuni casi, la conversazione generata dal sito web del 'Cluetrain Manifesto' è stata considerata quasi un argomento religioso. Davvero degni di nota, i critici più tecnici, abili nella costruzione di siti web, nella scrittura di blog e nel farsi ascoltare su Internet, sono stati spesso i sostenitori più accaniti.
Alcuni oppositori hanno sostenuto che i concetti del 'Cluetrain' sono un mero fenomeno di culto. Per esempio, John C. Dvorak in PC Magazine:  Archiviato il 10 aprile 2008 in Internet Archive.
"... L'apparente fede religiosa in questa strana visione di un idealistico mondo nuovo ed una nuova economia orientata all'uomo va avanti. Immagino tutte queste persone tenersi per mano in un cerchio di grandi dimensioni, ruotando avanti e indietro, con alcuni nel mezzo del cerchio, girando, cantando e abbracciandosi, tutti nudi. Scommetto che la maggior parte di queste persone vanno a Burning Man e tutti scrivono blog in merito e su come è stato eccezionale. Essi si collegano ai blog degli altri e leggono ciò che dicono gli uni degli altri - in sostanza, un grande cerchio di idioti."
Gli oppositori al concetto di 'Cluetrain' indicano il fatto che Internet non può essere concepita in modo unitario come "una conversazione" o che l'attività umana online non può essere così semplicemente compattata nella nozione di 'conversazione'. Può essere vero che ci sono alcune conversazioni online, ma piuttosto, sembrerebbe che Internet possa essere meglio descritta come un luogo caotico con lo spam che scorre attraverso le sue vene, filtri che manipolano la visualizzazione dei siti web, email, blog e altre forme di comunicazione, rumore e alcune voci umane ascoltate al di sopra del mormorio e della confusione.
Il 30 aprile 2009, Andrew Cherwenka in The Huffington Post:  ha detto: "Purtroppo, in molti aspetti chiave, è ancora business as usual".
Il 22 maggio 2009, David Knowles in MarCom Professional:  ha scritto che le idee all'interno del Cluetrain Manifesto sono esagerate e il marketing delle conversazioni "è solo un altro canale, piuttosto che una rivoluzione".